# Mario Pedini
Mario Pedini (ur. 27 grudnia 1918 w Montichiari, zm. 8 lipca 2003 w Rzymie) – włoski polityk, prawnik i nauczyciel, członek Izby Deputowanych i senator, poseł do Parlamentu Europejskiego I kadencji, minister oświaty oraz kultury i środowiska.

## Życiorys
W 1943 ukończył filozofię na Uniwersytecie w Pawii, następnie odbył studia prawnicze. Pracował jako nauczyciel i dyrektor szkół średnich, później podjął praktykę jako adwokat. W latach 80. kierował organizacją Assafrica, zajmującą się wspieraniem włoskich firm na rynkach afrykańskich, został też szefem organizacji pozarządowej SCAIP oraz przewodniczącym kilku rad nadzorczych i naukowych.
Zaangażował się w działalność polityczną w ramach Chrześcijańskiej Demokracji, został sekretarzem prowincjonalnym partii. W latach 1953–1976 członek Izby Deputowanych II, III, IV, V i VI kadencji, następnie do 1980 senator VII i VIII kadencji. Był autorem prawa, które w 1966 wprowadziło możliwość odbywania zastępczej służby wojskowej. W 1968 został wiceministrem badań naukowych, następnie od 1969 do 1975 pozostawał sekretarzem stanu w resorcie spraw zagranicznych. W 1975 objął stanowisko ministra bez teki ds. badań naukowych i technicznych. Następnie kierował resortami oświaty (1976–1978) oraz kultury i środowiska (1978–1979) w rządach kierowanych przez Aldo Moro i Giulio Andreottiego.
Od 1958 do 1978 należał do Zgromadzenia Parlamentarnego Wspólnot Europejskich. W 1979 wybrano go posłem do Parlamentu Europejskiego. Przystąpił do Europejskiej Partii Ludowej, zasiadał w jej władzach. Po odejściu z polityki wykładał ekonomię i europeistykę na Uniwersytecie w Parmie, zajął się też publicystyką.
Od 1943 żonaty z Amalią Gavazzi, miał dwoje dzieci. Oskarżano go o przynależność do nielegalnej loży masońskiej Propaganda Due.

## Odznaczenia
Odznaczony Złotym Orderem za Zasługi dla Kultury i Sztuki (1980).